# Namib-Naukluft nationalpark
Namib-Naukluft nationalpark är en nationalpark i västra Namibia, belägen mellan Atlantens kust och kanten av Great Escarpment. Den omfattar delar av Namiböknen, bergskedjan Naukluft och lagunen vid Sandwich Harbor. Det mest kända området i parken och ett av de största besöksmålen i Namibia är Sossusvlei, en uttorkad lerdal omgiven av sanddyner, och Sesriem, en liten kanjon i Tsauchab. Ökenforskningsstationen Gobabeb ligger i parken.
Med en total yta på 49 768 km² var Namib-Naukluft vid tidpunkten för dess senaste expansion den största viltparken i Afrika och den fjärde största i världen. Parken består av en landremsa på Atlanten som sträcker sig cirka 600 kilometer från Swakopfloden i norr till B4-vägen mot Lüderitz i söder.
Parkens nuvarande gränser etablerades 1986 när regeringen fick kontroll över delar av Sperrgebiet, ett område för diamantbrytning. Denna stora landremsa har förblivit otillgänglig för gemene man men är nu formellt en del av parken.

## Galleri

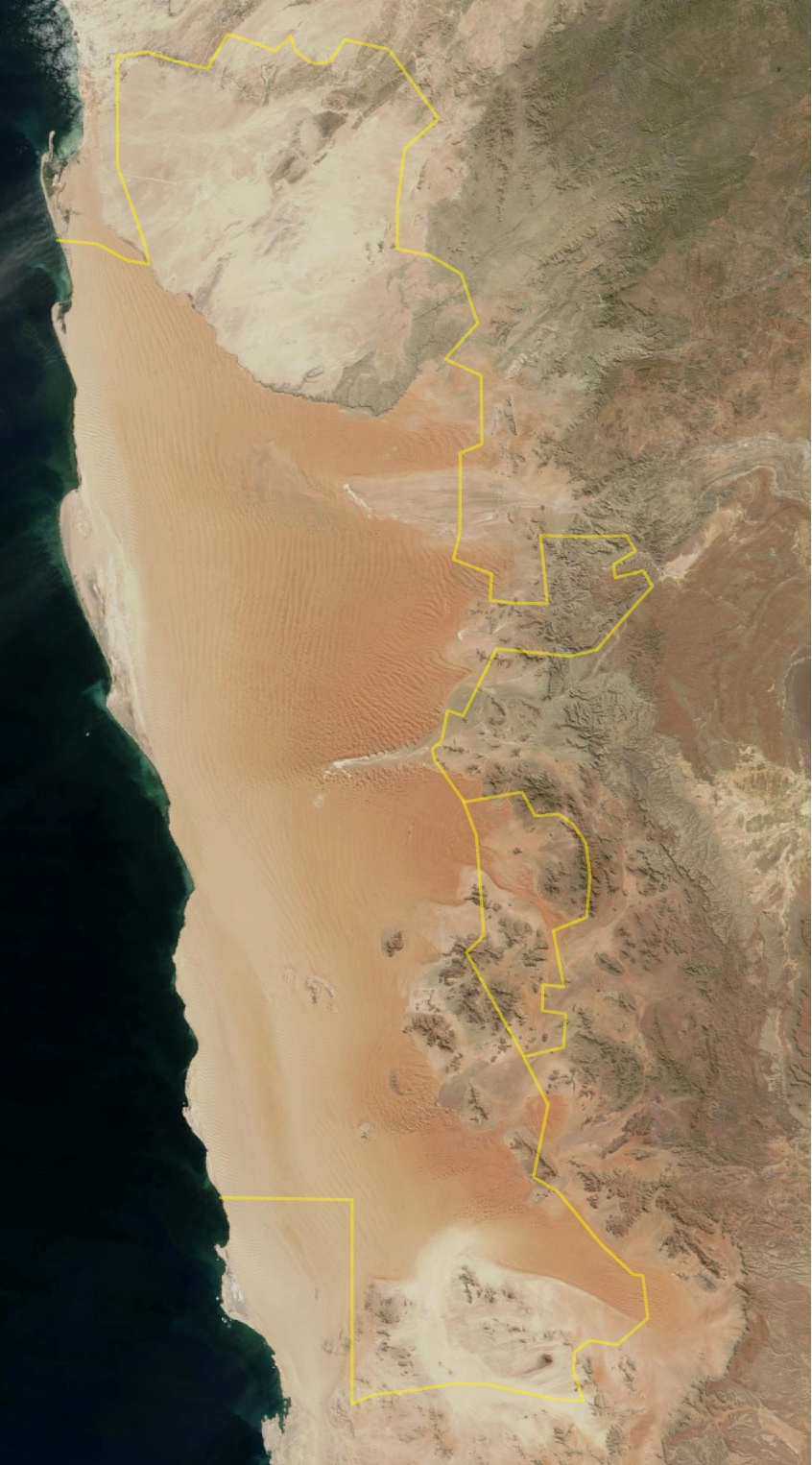
Satellitfoto som indikerar gränserna för Namib-Naukluft National Park och Namib Rand Nature Reserve
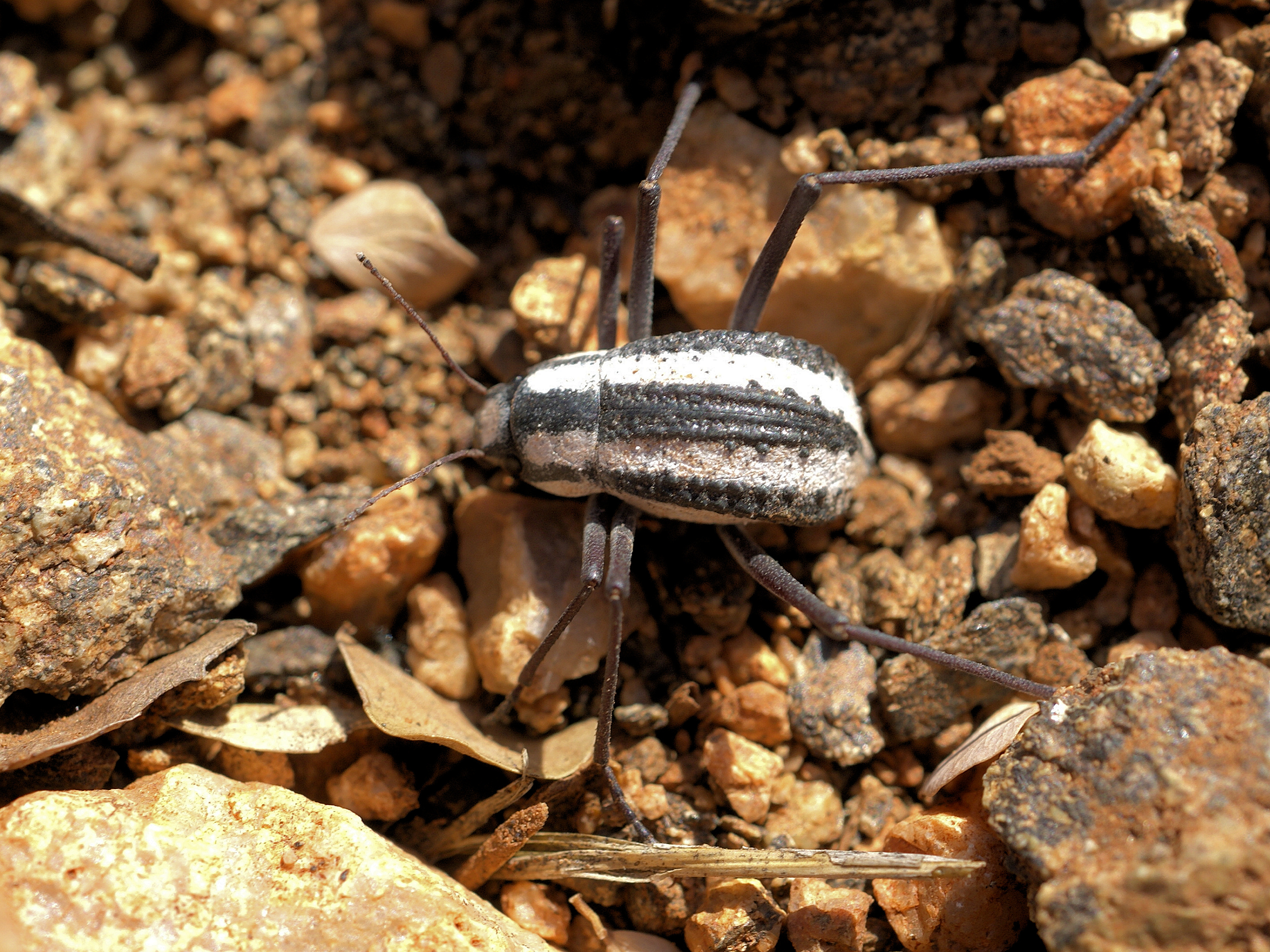
Namibökenbagge, Stenocara gracilipes
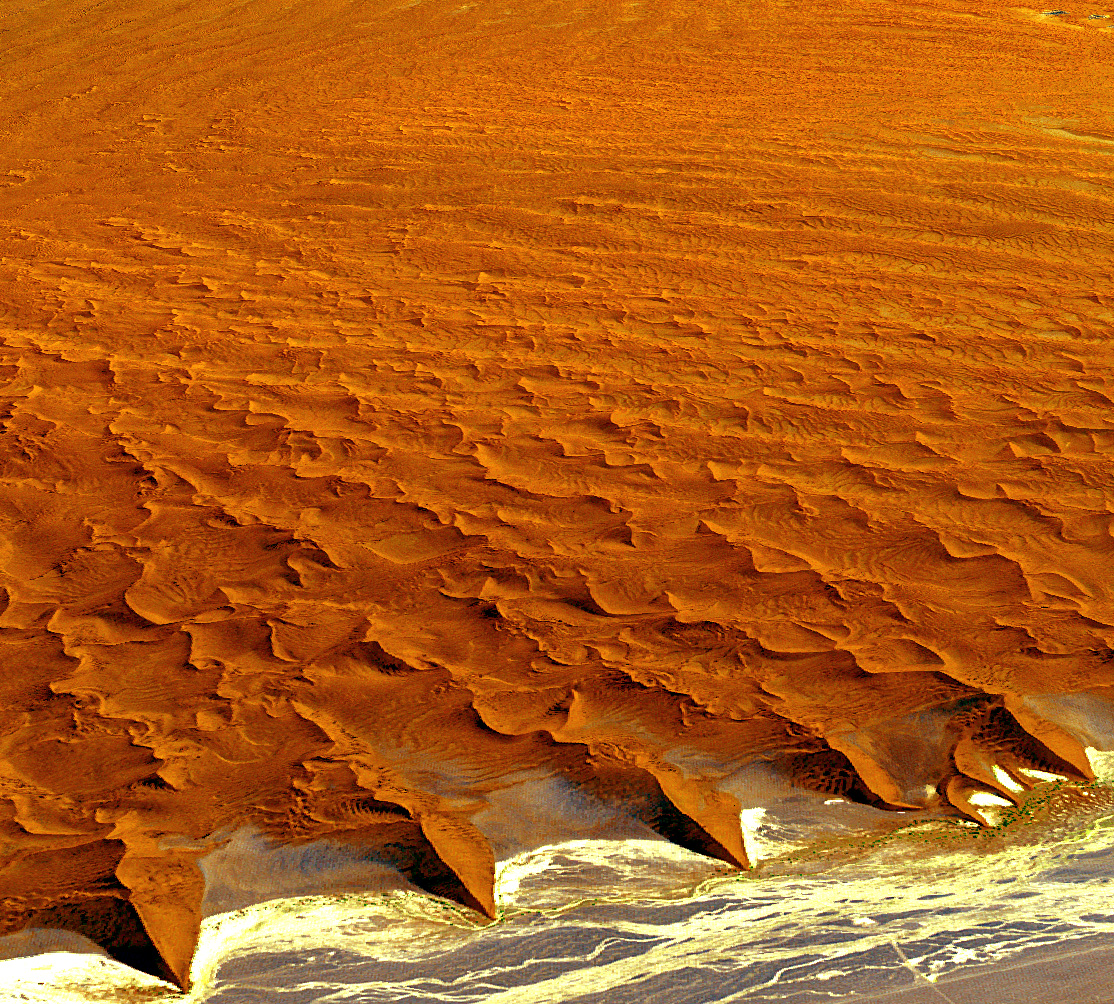
Höga sanddyner i Namiböknen
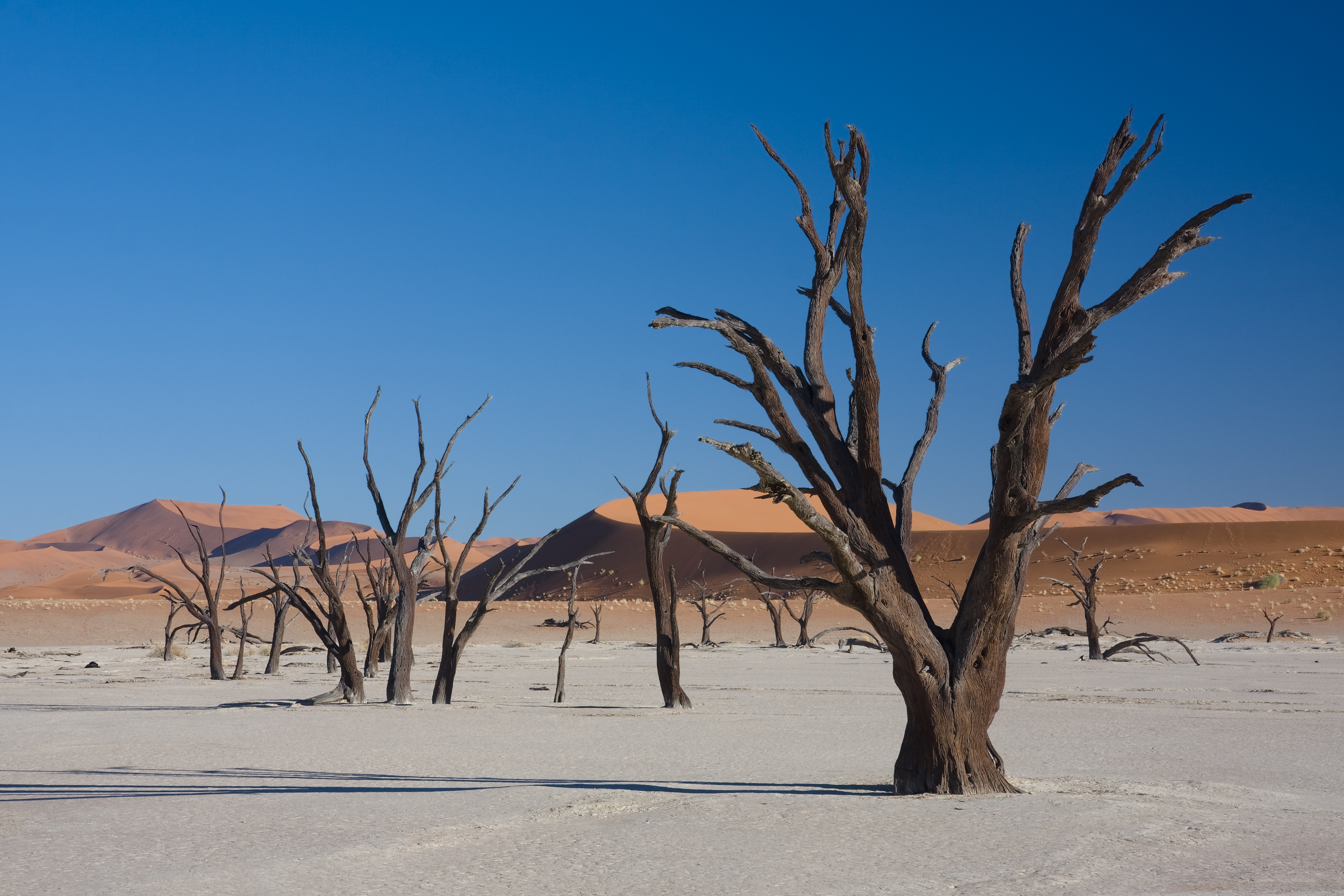
550 år gamla döda träd i Deadvlei
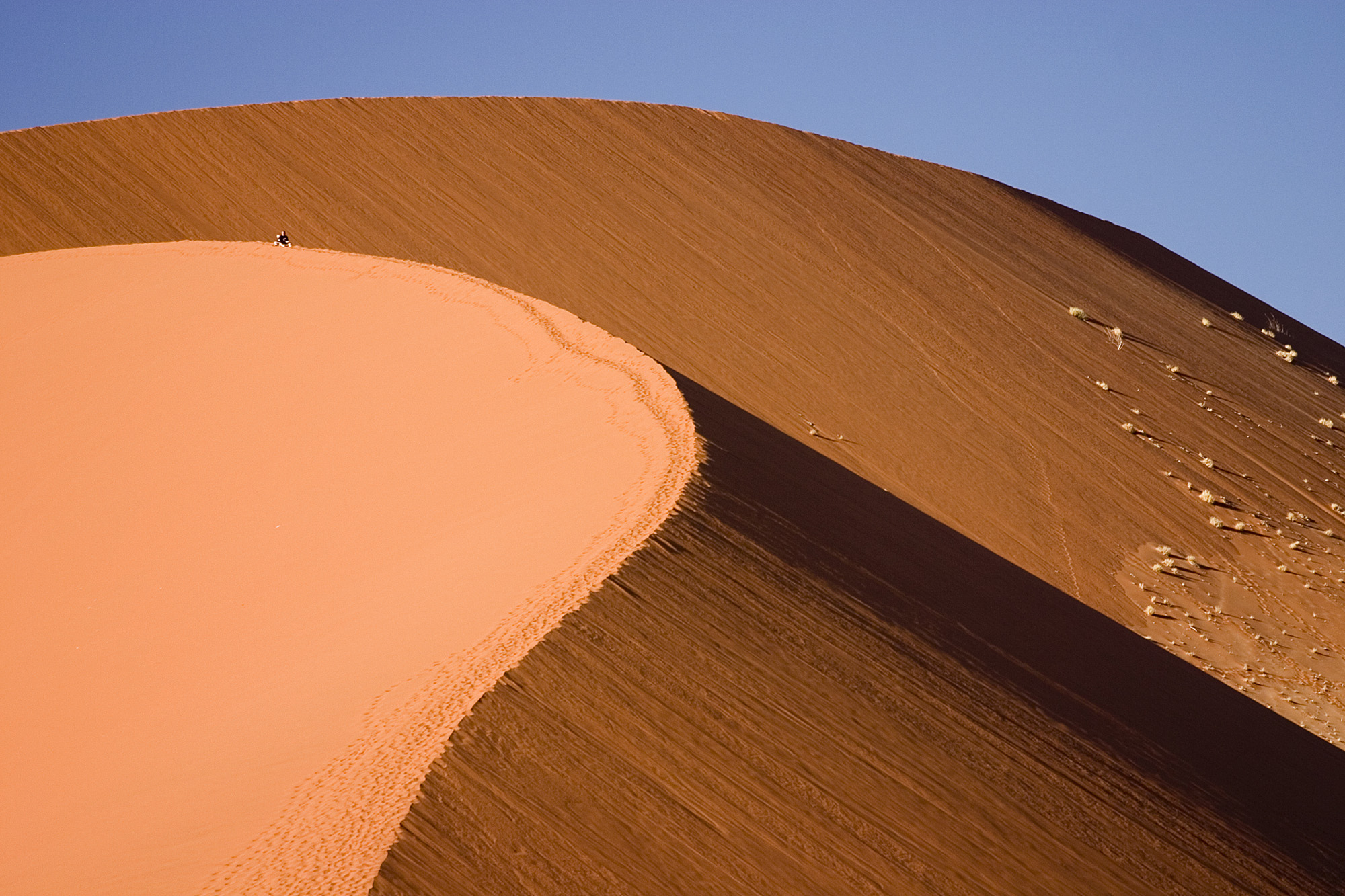
En typisk dyn i parken
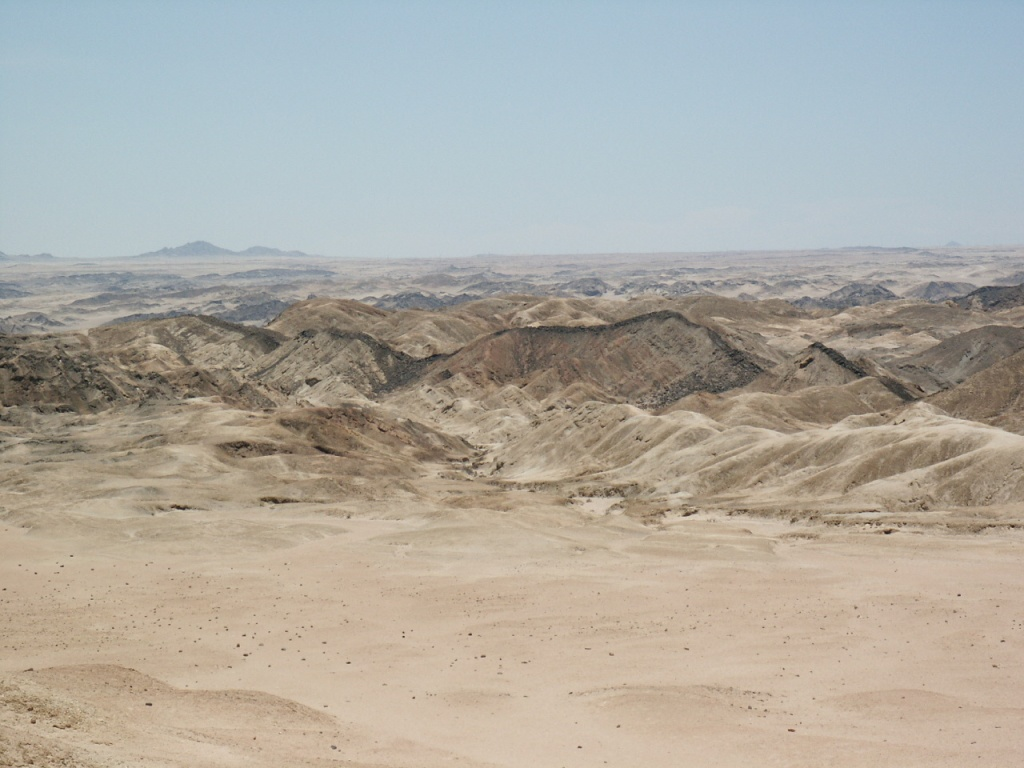
Landskap nära Swakopmund
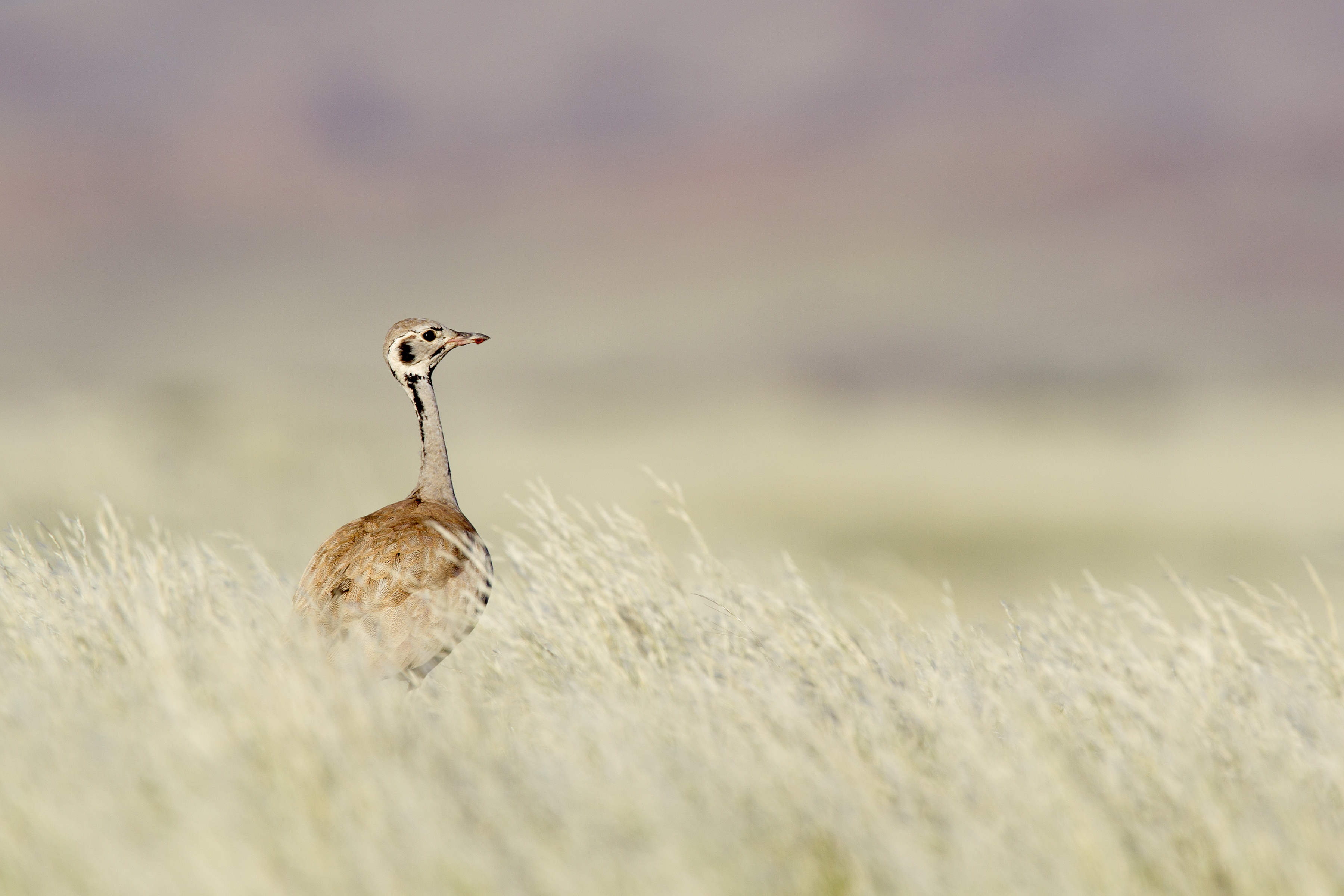
Namibtrapp i gräsmarkerna nära sanddynerna
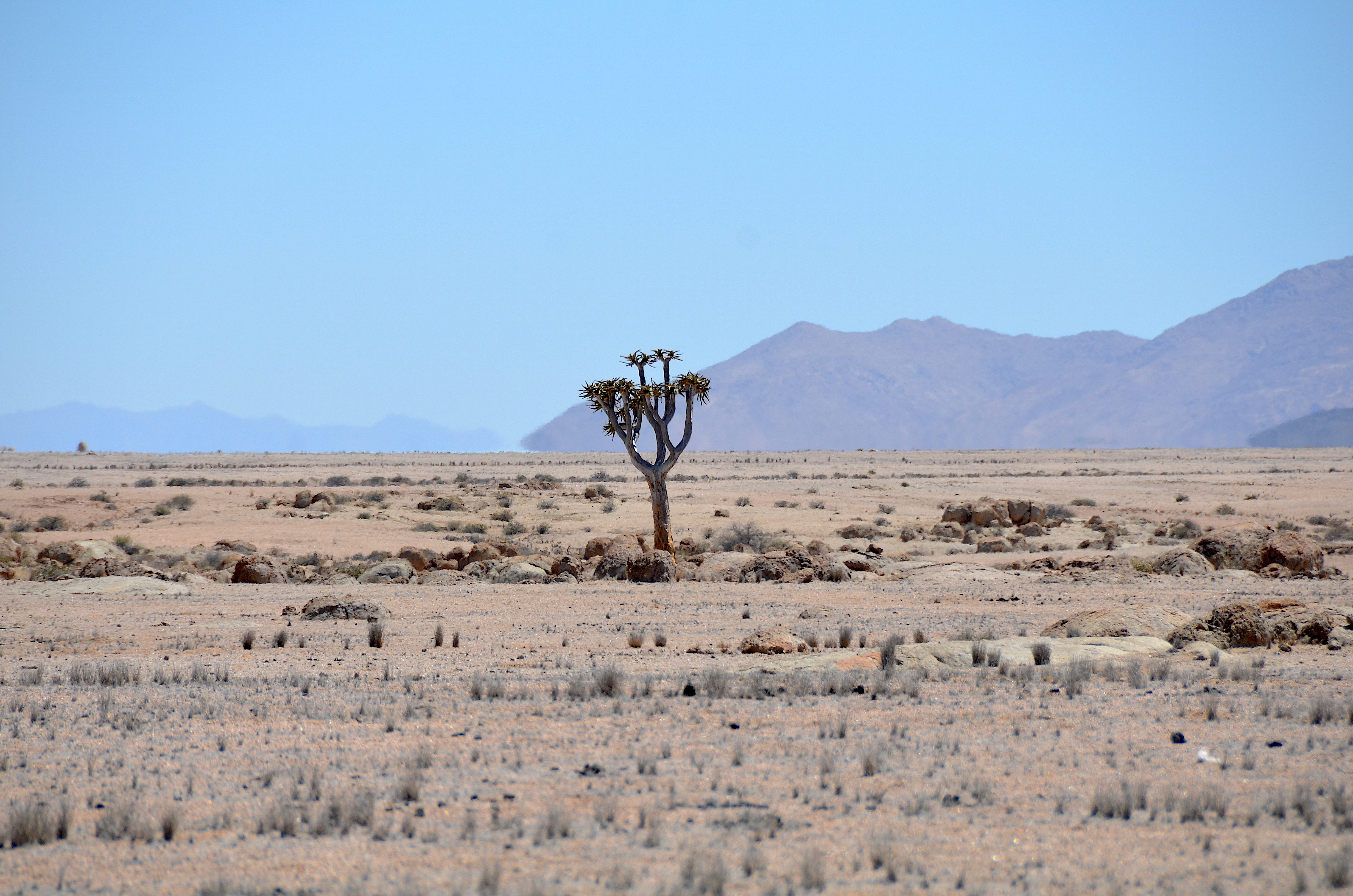
Isolerad Aloe dichotoma i parken
Vägen till Deadvlei i nationalparken